# 환범
환범(桓範, ? ~ 249년)은 중국 후한 말 ~ 삼국 시대 위나라의 정치인이다. 자는 원칙(元則)이며 예주 패국 사람이다. 동향 사람인 조상과는 사이가 멀었음에도 고평릉의 변에서 조상 편에 섰기 때문에, 조상 일당과 함께 처형되었다.

## 생애
건안(196년 ~ 220년) 말에 조조의 승상부에 출사했으며, 연강 중(220년)에는 우림좌감을 지냈다. 왕상 등과 함께 황람 편집에도 참여했다.
위 명제 조예의 치세에 중령군상서가 되었으며, 이때에는 직무를 잘 처리한다는 평가를 받았다. 정로장군 · 동중랑장 · 사지절이 되어 청주와 서주의 군사를 감독(도독청서제군사)하며 하비에 치소를 두었다. 서주자사 정기와 다투어 사지절의 권한으로 참형에 처하려 했으나, 조정에서는 환범이 그르다고 판단해 오히려 면직되었다. 후에 연주자사가 되었으나 만족하지 못하던 차에, 기주목으로 전임할 것이라는 말을 들었다. 당시 기주목의 상관인 정북장군은 환범의 후배인 여소(呂昭)이기 때문에, 환범은 취임하지 않으려 했다. 환범의 아내 중장씨는 환범에게서 이 말을 듣고 예전에 다른 관리와 다투다가 실패한 점을 들어 조언했지만, 이를 듣고 분노한 환범은 칼고리로 임신 중인 아내의 배를 들이받아 낙태시켰다. 그리고 병을 칭탈하여 기주목으로 부임하지 않았다.
조방(曹芳)이 즉위하고서, 정시 중(240년 ~ 249년)에 대사농이 되었다. 재임 중에는 청렴하고 간명하다는 평을 받았다. 조방의 보정 중 하나인 대장군 조상과는 고향 선배로서 9경 중에서도 특히 존경을 받았으나, 그다지 친근하지 못했다. 조상이 형제들을 자주 거느리고 자주 놀러나가자, 도성 안에 변고가 생겼을 때의 낭패를 생각하도록 간하여 이후로는 한동안 조상 형제가 한꺼번에 도성을 비우지 않았다.
그러나 정시 10년(249년) 정월, 고평릉의 변이 일어나, 조상 형제가 모두 조방을 모시고 고평릉에 참배를 간 사이 사마의가 거병해 도성의 무기고를 점거하고 낙수의 부교에 주둔했다. 사마의는 환범이 사리에 밝으므로 태후의 조서로 불러 중령군으로 삼으려 했다. 환범도 이에 응하려 했으나, 아들이 황제를 끼고 있는 조상에게 붙도록 간하여 도성을 탈출해 남쪽으로 가 조상 측에게 합류했다. 이때 평창문을 지키는 관리 사번이 환범을 막았으나, 옛날에 환범 아래에 있던 사람이라 환범이 거짓으로 조서에 의지하고 무기로 협박하자 못 이기고 문을 열어줬다. 이때 사마의와 장제는 환범의 지모는 인정하면서도 조상이 그 계책을 쓰지는 않을 것이라고 말했다.
조상을 만난 환범은 조상에게 황제를 끼고 있는 장점을 살려서 허창으로 가 외부의 병사들을 불러모으고 맞서 싸울 것을 권유하였으나, 조상 형제들은 유예하고 쉽게 결단을 내리지 못했다. 그러자 조희에게 이 사건은 조상 일족이 멸망할 위기라고 말하여 결단을 촉구했으나, 조상 형제들은 반응이 없었다. 다시 조희에게 조희의 직속 별군과 낙양전농은 성 밖에 있으므로 쓸 수 있으며 허창에 가면 무기가 있고 군량은 자신의 직임(대사농)을 통해 해결할 수 있다고 말했으나 여전히 듣지 않았다. 사마의가 허윤과 진태, 장제를 보내 조상을 설득하고 윤대목을 보내 목숨을 해치지 않겠다고 맹세하게 했다. 이에 전의가 없는 조상은 사마의가 자신들의 권력만을 뺏을 뿐 해치지는 않을 것이라고 믿고, 마침내 황제에게 죄를 청하였고, 파면되어 후의 직위로 돌아갔다. 이때 조상이 군사를 해산하고 부귀를 누릴 수 있다고 하자, 환범은 소리내어 울며 말했다.
| “ | 조자단은 훌륭한 사람이었지만, 낳은 것은 당신들 형제들이니 송아지에 불과할 뿐입니다! 어쩌다 오늘날에 당신 형제들에게 연좌되어 일족이 멸망하게 된 겁니까! | ” |

환범은 조상이 파면되고 나서 황궁으로 돌아가는 조방을 수종했고, 사마의는 환범을 복직시켰다. 그러나 사번이 환범의 말을 고변했고, 사마의는 환범이 자신이 반역했다고 한 말에 분노하여 환범을 압송하여 정위로 끌고 가게 했다. 환범은 결국 조상의 일당으로 반역자로 몰려 삼족이 멸해졌다.
허윤이 혼례에서 아내 완씨의 추한 용모를 보고 놀라서 차마 신방에 들어가지 않으려 하자 설득하여 들어가게 한 일화가 있다.

## 가문
삼족이 멸족되었기 때문에 직접적으로 후손이 남아 있다는 기록은 없다. 그러나, 티엔이칭(중국어: 田余庆)은 환온(桓溫) · 환현(桓玄) 등을 배출한 동진의 거대 문벌 환씨가 환범의 후예일 것이라고 추측했다. 이에 따르면, 이들과 마찬가지로 전한 시대의 환영을 시조로 삼는 패국 환씨의 일원이 된다.

## 저서
- 《세요론》(世要論) 12권[16]
- 《환범집》(桓範集) 2권[17]

- 《세요론》 · 《환범집》 모두 소실되었으며, 《세요론》은 《태평어람》(太平御覽)에 일부가 인용되어 현전한다.

## 같이 보기
- 삼국지 인물 목록